# داگ لانگوی
داگ لانگوی (انگلیسی: Doug Langway) فیلمنامه‌نویس و کارگردان اهل ایالات متحده آمریکا است.عمده شهرت وی به خاطر کارگردانی دو فیلم کمدی به نام‌های شهر خرس و شهر خرس ۲: خواستگاری است.داگ لانگوی آشکارا همجنسگراست و در یک مستند با موضوع همجنسگرایی به نام ملت خرس نیز حضور داشته‌است.